# Guldorangelav
Guldorangelav (Caloplaca chrysodeta) är en lavart som först beskrevs av Vain. ex Räsänen, och fick sitt nu gällande namn av Dombr. Guldorangelav ingår i släktet orangelavar och familjen Teloschistaceae.  Arten är reproducerande i Sverige. Inga underarter finns listade i Catalogue of Life.